# 鑑識望遠鏡

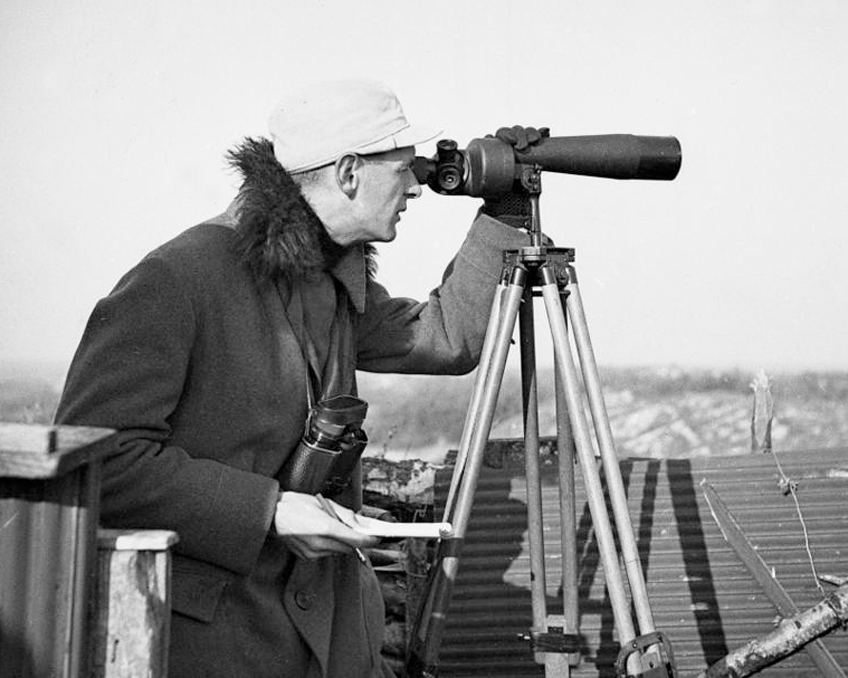
一位鳥類學家使用鑑識望遠鏡。

鑑識望遠鏡，也称观瞄镜（英語：spotting scope）或观靶镜，是一种小型可攜式高倍望遠鏡，附加的光學部件可以呈現正立影像與優化對地面物體的觀察，用来进行賞鳥和其他的自然活動、打獵，驗證射擊、監控、以及其他任何需要比雙筒望遠鏡更高放大倍率的應用，通常的倍率在20X至60X。 
鑑識望遠鏡的集光力和解析度由物鏡的直徑決定，通常直徑在50mm-80mm之間。直徑越大，質量就越重，價格也就更為昂貴。
在光學組合上是一架小折射的物鏡，正立影像系統會使用真實的正立透鏡或是稜鏡和目鏡，通常可以移動和更換以得到不同的放大率。其它望遠鏡的設計使用施密特和馬克蘇托夫光學組合。它們可能有加固、附加安裝三腳架的設計，和人體工學的設計與焦點控制的旋鈕。

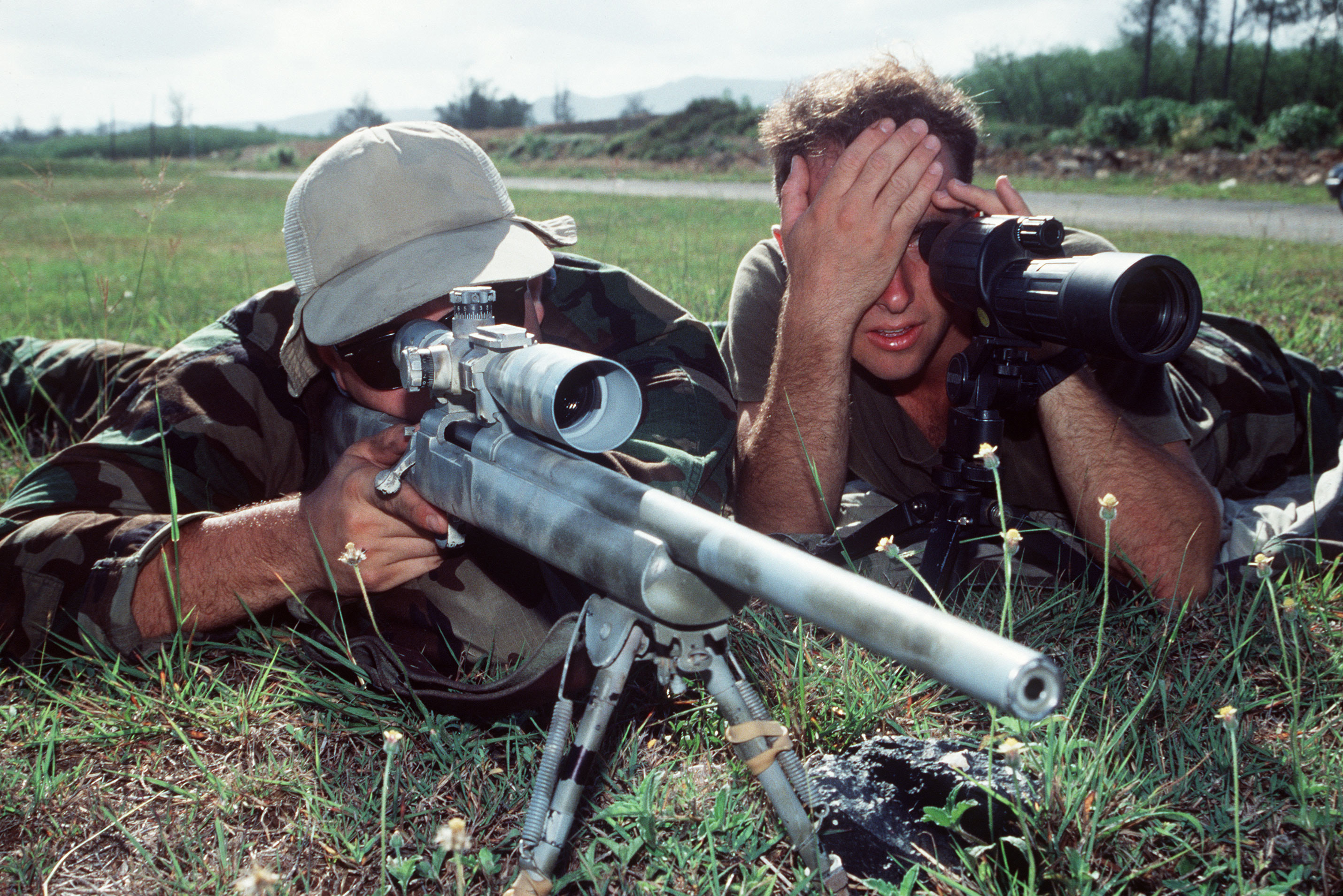
鑑識員使用鑑識望遠鏡輔助射手。鑑識望遠鏡用於監視目標範圍，使鑑識員無須走到目標去驗證是否命中。

目徑通常可以更換以獲得不同的放大倍率，或者可能使用單一的變焦目鏡獲得不同的放大倍率。低於20X或超過60X是很罕見的，因為這會造成影像亮度不足、視野狹窄，甚至放在三腳架上仍會造成影像太多的抖動。目鏡裝置可以"直通" (目鏡與正立影像在同一條軸線上) 或"傾斜" (目鏡與正立影像的軸線成45度的角度)。

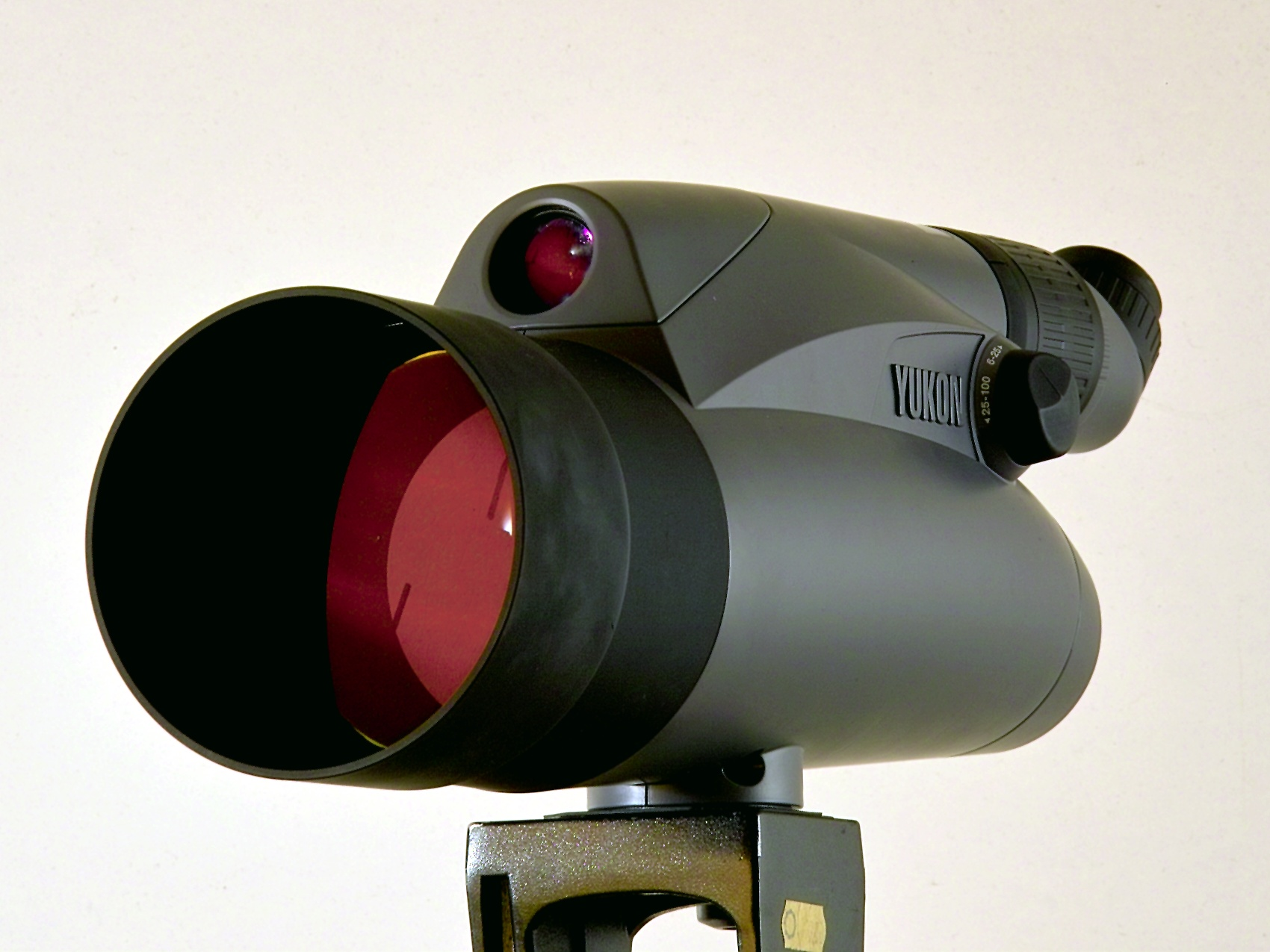
一架搭配同軸的30mm尋標鏡100mm鑑識望遠鏡。

## 外部連結
- Birding Scopes （页面存档备份，存于）
- Ask-a-Biologist - Advanced Birders Guide - Spotting Scopes （页面存档备份，存于）